# روبرت جاي وولف
روبرت جاي وولف (بالإنجليزية: Robert Jay Wolff)‏ هو فنان أمريكي، ولد في 27 يوليو 1905 في شيكاغو في الولايات المتحدة، وتوفي في 1978.